# ウルネスの木造教会
ウルネスの木造教会（ウルネスのもくぞうきょうかい、ノルウェー語・ブークモール、ニーノシュクともにUrnes stavkirke）は、ノルウェーのヴェストラン県にある、木造教会の一種であるスターヴ教会 (樽板教会)の一つであり、この種の教会で現存する中で最も古いものの一つである。ウルネス・スターヴ教会、あるいはウルネス・スターヴチャーチなどの名称で呼ばれる事もある。ノルウェー語でスターヴ（stav）は、「垂直に立った支柱」のことで、シルケ（kirke）とは教会のことである。
1979年に、ユネスコの世界遺産に登録されたこの教会は、ルストラフィヨルドを望むことができ、高さ120メートルの崖の上にあり、現在は、ノルウェー考古物保存協会（en:Society for the Preservation of Norwegian Ancient Monuments）が所有している。教会では時々、ミサが催されている。

## 歴史

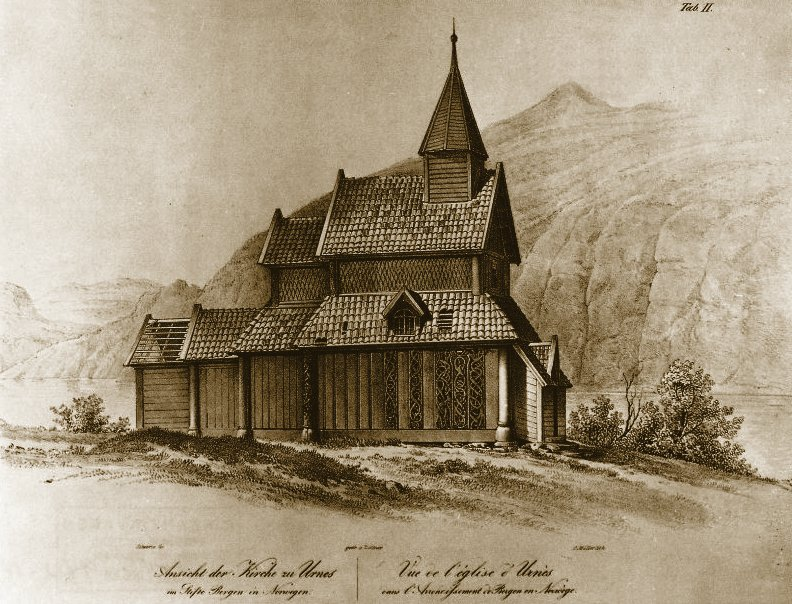
I.C.ダールによるウルネスの木造教会

教会が建築されたのは、1130年前後と推測されている。ウルネスの教会建築は、キリスト教建築とヴァイキング建築が結びついた、いわゆる「ウルネス様式（en:Urnes style）」と呼ばれるスカンディナヴィアにおける動物を模したスタイルである。
考古学的調査によれば、現存する教会よりも前に1つあるいは2つの建物があったと考えられる。
17世紀、身廊が建設されたことにより、教会は南に拡張された。1640年には洗礼盤（en:Baptismal font）、1655年には天蓋が1693年から1695年にかけて講壇が増築された。ウルネスの木造教会の祭壇画は、マリアとヨハネをつき従えている十字架にかけられたキリストを表現している。この祭壇画は1699年に描かれた。ウルネスの木造教会に窓がつけられるようになったのは18世紀になってからである。

## 教会の入口

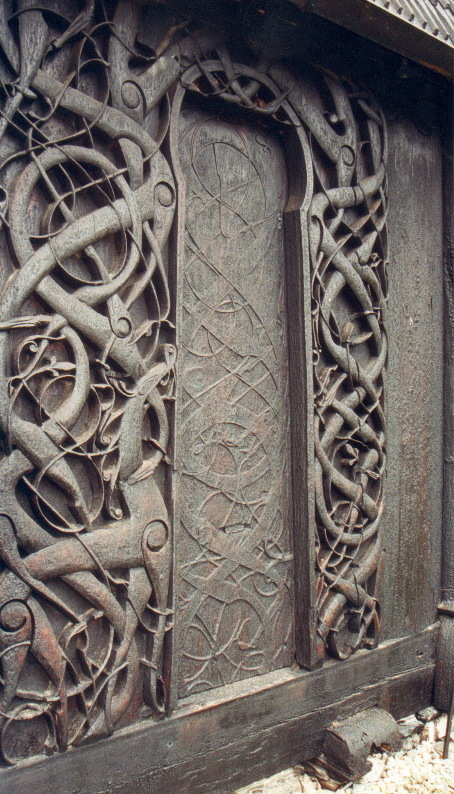
ウルネスの木造教会のポータル

ウルネスの木造教会の入口と北側に面している壁面には、古典的なウルネス様式の蔓のような装飾が施されている。図像学的に、これらの蔓用の装飾が意味するものとは、善と悪の永遠なる戦いであることを意味する。キリスト教的図像学において、ライオンはキリストを意味し、サタンを一般に意味する蛇と闘っていると考えられている。
一方で、早期の教会建築においては、北方神話の場面を装飾で現している可能性もある。北方神話での解釈に立てば、ニーズヘッグとして解釈されている動物はユグドラシルの根をかじっているという解釈になる。

## 世界遺産

### 登録基準
この世界遺産は世界遺産登録基準のうち、以下の条件を満たし、登録された（以下の基準は世界遺産センター公表の登録基準からの翻訳、引用である）。
- (1) 人類の創造的才能を表現する傑作。
- (2) ある期間を通じてまたはある文化圏において、建築、技術、記念碑的芸術、都市計画、景観デザインの発展に関し、人類の価値の重要な交流を示すもの。
- (3) 現存するまたは消滅した文化的伝統または文明の、唯一のまたは少なくとも稀な証拠。